# Памятник морякам-североморцам (Москва)
Памятник морякам-североморцам — памятник, установленный в Москве 4 ноября 1972 года в честь погибших в годы Великой Отечественной войны моряков Северного флота. Авторы — скульптор Лев Кербель и художник А. Я. Кольцов.

## История памятника
Создание памятника связано с появлением в средней школе № 203 в 1965 году мемориального музея моряков-североморцев, созданного по инициативе директора школы, Т. В. Венеровской.
Памятник располагался во дворе школы, по адресу 4-й Лихоборский проезд дом 12/16 (современный адрес — Дмитровское шоссе, д. 30).
Вскоре после переезда школы памятник был перенесён вслед за ней, на новое место по адресу Дубнинская улица, дом 18Б, школа после ряда преобразований получила номер 1029, но сохранила почётное наименование «имени Героев-североморцев».

## Описание
Памятник представляет собой большой гранитный валун, доставленный с берегов Баренцева моря. На одном из его боков находится бронзовая табличка со строфой авторства неизвестного моряка:
Простой заполярный гранит,

омыт он волною и кровью.

Пусть в Памяти вашей хранит

бессмертную славу Героев